# Georges Denola
Georges Samson Denola est un auteur compositeur, vaudevilliste, réalisateur et acteur français, né le 29 août 1865 dans le 11e arrondissement de Paris et mort le 3 mars 1944 à Neuilly-sur-Seine.

## Biographie
Georges Denola commence sa carrière au théâtre, avant d'entrer à la Compagnie générale des phonographes, cinémas et pellicules, créée en 1897 par Charles Pathé, en association avec son frère Émile et l'industriel Claude Grivolas, qui deviendra Pathé Frères. Il tourne dès 1908 aussi bien des sujets historiques, tels que Une aventure de Marie-Antoinette, Charlotte Corday, Louis XIV, Roi Soleil, La Fin de Charles le Téméraire ou encore Le Duc de Reichstadt, Napoléon II (1811-1832), que des films féeriques ou de fantasy comme par exemple Ali Baba ou encore La Défaite de Satan et adapte des romans populaires comme La Porteuse de pain d'après Xavier de Montépin, Romain Kalbris d'après Hector Malot ou Les Exploits de Rocambole d'après le roman de Pierre Ponson du Terrail, dont il tire plusieurs films, avec Gaston Silvestre dans le rôle de Rocambole. Il tourne plusieurs comédies avec Mistinguett à ses débuts comme, par exemple, La Folle de Pen-March, La Ruse de Miss Plumcake, Une petite femme bien douce, Les Fiancés de Colombine ou Souris d'hôtel et dirige, en 1917, Harry Baur dans 48, avenue de l'Opéra et Renée Falconetti dans La Comtesse de Somerive.
Il tourne plus de vingt films avec Émile Mylo, l'un de ses comédiens favoris, parmi lesquels on peut citer La Faute du notaire, La Femme du saltimbanque, Pianiste par amour, Joséphine vendue par ses sœurs ou encore Rocambole et l'Héritage du marquis de Morfontaine.
Associé à Jean Kemm, il tourne en 1918 un dernier film, André Cornélis, adaptation du roman éponyme de Paul Bourget, publié en 1887. Il cesse son activité après 1920 et se retire dans une maison pour vieux comédiens à la retraite. On peut l'apercevoir parmi les pensionnaires de cette maison de retraite dans La Fin du jour, le film de Julien Duvivier, sorti en 1939.
Georges Denola meurt à Neuilly-sur-Seine le 3 mars 1944 à l'âge de 78 ans.

## Filmographie

### Comme réalisateur
- 1908 : Une aventure de Marie-Antoinette
- 1908 : Charlotte Corday
- 1908 : Louis XIV, Roi Soleil
- 1908 : Boniface VIII
- 1908 : Ali Baba
- 1908 : Le Coup de fusil
- 1909 : La Jeunesse de Vidocq (ou Comment on devient policier) (Co-réalisation : Gérard Bourgeois
- 1909 : Les Chercheurs d'or (ou Chercheurs d'or)
- 1910 : La Fin de Charles le Téméraire
- 1910 : Zizi la bouquetière
- 1910 : Par un jour de carnaval
- 1910 : La Faute du notaire
- 1910 : La Défaite de Satan
- 1910 : L'Évasion de Vidocq
- 1910 : Le Revenant
- 1910 : Loin des yeux, loin du cœur
- 1910 : Le Trimardeur (ou Le Gendarme sauve le voleur)
- 1910 : Deux Petits Jésus (ou Les Deux Jésus)
- 1911 : La Tournée du percepteur
- 1911 : Une petite femme bien douce
- 1911 : La Fête de Marguerite
- 1911 : Un homme habile
- 1911 : Promenade d'amour
- 1911 : La Femme du saltimbanque
- 1911 : Le Retour au foyer (ou Les Larmes de l'enfant)
- 1911 : Une heure d'oubli (ou La Pigeonne)
- 1911 : Les Fiancés de Colombine
- 1911 : Amour de page
- 1911 : Le Rendez-vous
- 1911 : Le Duc de Reichstadt, Napoléon II (1811-1832)
- 1911 : Âme de traître (ou Fleur des maquis)
- 1911 : L'Illusion des yeux (ou L'Illusion)
- 1911 : Voleur d'amour
- 1911 : Flirt d'été
- 1911 : Pour les beaux yeux de la voisine
- 1911 : L'Heureux Accident (ou L'Accident)
- 1911 : L'Une pour l'autre (ou Sœurs de lait)
- 1911 : Le Pot de confitures
- 1911 : L'Anniversaire de Mademoiselle Félicité
- 1911 : Bonaparte et Pichegru - 1804 (ou Bonaparte et Pichegru)
- 1911 : La Fille du clown
- 1911 : Au temps des grisettes (ou Mimi Pinson)
- 1911 : Romain Kalbris
- 1911 : La Note de la blanchisseuse (ou Frisette, blanchisseuse de fin)
- 1911 : La Ruse de Miss Plumcake (ou À qui l'héritière ?)
- 1911 : Oiseau de printemps, Hirondelle d'hiver
- 1911 : La Gouvernante
- 1911 : La Clémence d'Isabeau, princesse d'Héristal
- 1911 : La Bonté de Jacques V
- 1911 : Le Chemin du crime
- 1911 : Henri IV et le Bûcheron
- 1911 : Philémon et Baucis
- 1911 : Le Remords du juge
- 1911 : La Lettre inachevée (ou Fatale rencontre)
- 1911 : Les Bottes de Kouba
- 1911 : Moderne Galathée
- 1911 : L'Abîme
- 1911 : Souris d'hôtel
- 1911 : L'Homme au grand manteau
- 1912 : L'Heure du berger
- 1912 : La Tournée du docteur (ou Le Cabriolet du docteur)
- 1912 : Le Chef d'œuvre
- 1912 : Une femme trop aimante
- 1912 : La Voleuse d'enfants
- 1912 : Sa majesté Grippemiche
- 1912 : La Bonne à tout faire (ou La Servante)
- 1912 : La Poupée tyrolienne (ou Le Fabricant d'automates)
- 1912 : Pianiste par amour (ou Un grand amour)
- 1912 : La Fin de Louis XI
- 1912 : La Folle de Pen-March (ou La Folle de Penmarch)
- 1912 : La Dernière Aventure du prince Curaçao
- 1912 : Cœurs de mère
- 1912 : Le Crime de Toto (ou Toto jaloux)
- 1912 : La Route du devoir
- 1912 : Le Cœur des pauvres
- 1912 : Le Chercheur de truffes
- 1912 : L'Auberge du tohu-bohu
- 1912 : La Vengeance de Licinius
- 1912 : Pauvre Père
- 1912 : La Porteuse de pain
- 1912 : La Petite Fonctionnaire
- 1913 : Les Pauvres de Paris
- 1913 : Joséphine vendue par ses sœurs
- 1913 : Les Enfants perdus dans la forêt
- 1913 : Jeanne la maudite
- 1913 : La Moche
- 1913 : L'Enfant de la folle
- 1913 : Le Ruisseau
- 1913 : Le Roman d'un jeune homme pauvre
- 1914 : La Jeunesse de Rocambole (Rocambole)
- 1914 : Les Exploits de Rocambole (ou Le Nouveau Rocambole)
- 1914 : Marie-Jeanne ou la Femme du peuple
- 1914 : La Douleur d'aimer
- 1914 : Rocambole et l'Héritage du marquis de Morfontaine
- 1915 : La Guerre du feu
- 1916 : Le Rêve d'Yvonne
- 1916 : La Joueuse d'orgue
- 1916 : L'homme n'est pas parfait
- 1916 : Le Médecin des enfants
- 1916 : Le Coffre-fort
- 1917 : Le Geste
- 1917 : Son fils
- 1917 : La Vénus d'Arles
- 1917 : Le Secret de la comtesse
- 1917 : 48, avenue de l'Opéra
- 1917 : La Comtesse de Somerive
- 1918 : L'Argent qui tue
- 1918 : Les Grands
- 1918 : André Cornélis

### Comme acteur
- 1920 : L'Hirondelle et la Mésange, d'André Antoine
- 1939 : La Fin du jour, de Julien Duvivier